# LAND (柚子专辑)
《LAND》（日语：ランド）是日本二人乐队柚子的第11张原创专辑。2013年5月1日由其所属公司Senha&Company发售。

## 概要
《LAND》的发售与前作《2-NI-》时隔2年3个月，是至今柚子发表原创专辑间隔最长的一次。专辑封面由现代艺术家村上隆绘制。
2013年5月13日专辑销量达到oricon榜第一位。后又被第55回日本唱片大奖选为最优秀专辑。
6月15日以北海道为起点举行了全国巡演“YUZU ARENA TOUR 2013 GO LAND”，首演动员数约25万人。

## 收录曲
1. （理由）
  - 作词・作曲：北川悠仁・岩泽厚治・前山田健一
柚子的第37张单曲；日本電視動畫《HUNTER×HUNTER》（貪婪之島篇）片尾曲及电影《剧场版 HUNTER×HUNTER 緋色的幻影》主題曲。
2. （土地）
  - 作词・作曲：北川悠仁
日本门户“Mellsavon”商业宣传曲
3. （五彩缤纷）
  - 作词：北川悠仁 / 作曲：北川悠仁・JIN
4. （沙漠中的旋转木马）
  - 作词・作曲：北川悠仁
5. （与你）
  - 作词・作曲：北川悠仁
第35张单曲
6. （天竺葵）
  - 作詞・作曲：北川悠仁
写给地震灾区的安魂曲
7. （插曲“动员”）
  - 脚本:北川亚门
8. （爱与桃）
  - 作词・作曲：北川悠仁
9. （流星閃爍，柚子版）
  - 作词：北川悠仁・岩泽厚治 / 作曲：北川悠仁
日本電視動畫《HUNTER×HUNTER》（奇美拉蚁篇）片尾曲。
10. （明天见）
  - 作词・作曲：岩泽厚治
第36张单曲
11. （翔）
  - 作词・作曲：北川悠仁
第34张单曲
12. （灯影）
  - 作词・作曲：岩泽厚治
13. （月光游行）
  - 作词・作曲：北川悠仁